# روس لوي
روس لوي هو لاعب هوكي الجليد كندي، ولد في 21 سبتمبر 1928 في أوشاوا في كندا، وتوفي في 8 أغسطس 1955.

## وصلات خارجية
- روس لوي على موقع دوري الهوكي الوطني (الإنجليزية)
- روس لوي على موقع قاعة مشاهير الهوكي (لاعب أن.إتش.أل) (الإنجليزية)
- روس لوي على موقع EliteProspects.com (الإنجليزية)
- روس لوي على موقع HockeyDB.com (الإنجليزية)
- روس لوي على موقع Hockey-Reference.com (الإنجليزية)